# ペッパー・アダムス
ペッパー・アダムス（Pepper Adams、1930年10月8日 - 1986年9月10日）は、ジャズのバリトン・サックス奏者。アメリカ合衆国ミシガン州ハイランドパーク出身。
ハード・バップで知られ、名立たるジャズ・ミュージシャンと共演した。ズート・シムズ（Zoot Sims）、トミー・フラナガン（Tommy Flanagan）、ロン・カーター（Ron Carter）、サド・ジョーンズ（Thad Jones）、ビリー・ハーパー（Billy Harper）、ローランド・ハナ（Roland Hanna）等が挙げられる。
代表作は自身のリーダー作アルバム『10 to 4 at the 5 spot』（Riverside）が挙げられるが、ドナルド・バード（『Donald Byrd at the Half Note Cafe Vol.1,2』）、リー・モーガン（『ザ・クッカー』）とブルーノート・レコードの収録で共演した。Pepper Adams『10 to 4 at the 5 spot』（Riverside）はFive Spot Cafeでのライヴ録音で、ドナルド・バード、ボビー・ティモンズ、ダグ・ワトキンス、エルヴィン・ジョーンズと共演した。
サド・ジョーンズ / メル・ルイス・ジャズ・オーケストラのオリジナル・メンバーの一人であり、創設者であるサド・ジョーンズとメル・ルイスを除けば創立メンバーの中で最も長くバンドに在籍していた。
サド・ジョーンズ（Thad Jones）／メル・ルイス（Mel Lewis）・ジャズ・オーケストラで3度の来日をした。